# 中村尚史
中村 尚史（なかむら たかふみ、1988年1月3日 - ）は、東京都品川区出身の元プロ野球選手（投手）。右投右打。
2024年現在は、TAKEO KIKUCHIのプレスを務めている。

## 経歴

### プロ入り前
小学1年生の時に宮前ジュニアーズで野球を始め、6年生の時にはすでに身長が183cmあった。
武蔵工大付中学校時代は、軟式野球部に所属。
武蔵工大付高等学校時代は、1年夏からベンチ入り。同年秋の都大会からエースとなりベスト16に入った。3年夏の東東京大会は、怪我の影響もあり初戦敗退に終わった。
東都大学野球連盟の中央大学に進学し、1年秋からベンチ入りするも、3年以降は1学年下の澤村拓一など後輩の台頭もあり、出番は減少した。東都1部リーグでの通算成績は、8試合登板、1勝1敗、防御率2.12。

### インディアンス傘下時代
大学4年秋の2009年11月、クリーブランド・インディアンスとマイナー契約を結んだ
2010年6月にショートシーズンA級マホーニングバレー・スクラッパーズでプロデビュー。18試合に登板して3勝2敗、防御率3.86の成績を残し、8月28日にA級レイクカウンティ・キャプテンズに昇格。ここでは3試合に登板して1勝1敗1セーブ、防御率6.23という成績だった。
2011年のスプリングトレーニング中の3月26日にチームの編成上の都合で突如自由契約となり、日本に帰国した。

### BC・信濃時代
2011年5月2日、ベースボール・チャレンジ・リーグの信濃グランセローズに入団した。10月5日、球団との翌年の契約を結ばないことが決まり退団した。この年限りで現役を引退した。

## プレースタイル・人物
長身から繰り出す最速154km/hの角度のあるストレートとスライダーが武器。

## 詳細情報

### 年度別投手成績
| 年 度     | 球 団     | 登 板 | 勝 利 | 敗 戦 | セ ｜ ブ | 完 投 | 勝 率 | 投 球 回 | 打 者 | 被 安 打 | 被 本 塁 打 | 奪 三 振 | 与 四 球 | 与 死 球 | 失 点 | 自 責 点 | 暴 投 | ボ ｜ ク | 投 手 失 策 | 防 御 率 |
| --------- | --------- | ----- | ----- | ----- | -------- | ----- | ----- | -------- | ----- | -------- | ----------- | -------- | -------- | -------- | ----- | -------- | ----- | -------- | ----------- | -------- |
| 2011      | 信濃      | 32    | 3     | 0     | 2        | 0     | 1.000 | 65.1     | 282   | 54       | 0           | 68       | 33       | 7        | 28    | 15       | 5     | 2        | 3           | 2.07     |
| 通算：1年 | 通算：1年 | 32    | 3     | 0     | 2        | 0     | 1.000 | 65.1     | 282   | 54       | 0           | 68       | 33       | 7        | 28    | 15       | 5     | 2        | 3           | 2.07     |

### 背番号
- 99（2011年）